# 태평양공익인권상
태평양공익인권상은 법무법인 태평양의 공익재단인 재단법인 동천이 법조실무 및 법률학연구를 통해 인권옹호와 법률문화증진에 공로가 있거나 공익·인권분야에서의 활발한 활동을 펼쳐 공익과 인권향상에 기여한 사람 또는 단체'를 선정해 업적을 치하하고 격려하기 위해 만든 상이다.

## 역대 수상자
| 연도        | 수상자                                      | 수상 사유 |
| ----------- | ------------------------------------------- | --- |
| 2010년 1회  | 사단법인 경남이주민노동복지센터             | 인적·물적자원이 열악한 지역적 환경 속에서도 열과 성을 다해 지역을 기반으로 한 인권활동을 펼친 점이 높이 평가 |
| 2011년 2회  | 장애물 없는 생활환경 시민연대(대표: 박종운) | 전신인 '장애인편의시설 설치를 촉구하는 시민의 모임'부터 장애인의 접근권 및 이동권을 사회 문제화한 최초이자 유일한 단체였다. '장애인·노인·임산부 등의 편의증진 보장을 위한 법률'이 실효성을 갖도록 지속적인 모니터링을 했고 '교통약자의 이동편의 증진법'과 '장애인 차별금지 및 권리구제 등에 관한 법률'의 제정을 이끌어 냈다.법률 제정의 결과 휠체어가 올라갈 수 있는 저상버스가 도입됐고 지하철 엘리베이터와 휠체어 통행을 위한 별도의 개찰구가 마련됐다. |
| 2012년 3회  | 한국정신대문제대책협의회                    | 1990년부터 20여년간 1000회 이상의 '정기 수요집회'를 진행하는 등 위안부 피해자 문제 해결을 위한 효과적이고 헌신적인 노력 |
| 2013년 4회  | 유해근 목사 사단법인 나섬공동체 대표        | 20여년 간 저소득 노인들을 위한 무료급식소 운영, 몽골 다문화가정 아이들을 위한 재한몽골인학교 설립 등 외국인근로자와 다문화 결혼이주민, 저소득층 지원을 위해 힘써온 공로를 인정 |
| 2014년 5회  | 군인권센터                                  | '예비입영자인권학교'를 통해 예비입영자들이 군대 내에서도 자신의 인권을 지킬 수 있도록 교육하고, 군 인권 상담 전문 전화서비스인 '아미콜'을 운영하는 등 군 인권 침해 예방을 위해서도 힘쓰고 있다. 다양한 군 인권 실태조사를 통해 군대 내 인권 침해 우려가 있는 부조리한 제도를 개선하기 위한 정책 제언 및 관련 토론회를 정기적으로 개최하고 있다. 2011년 해병대 성폭력 사건과 육군 7사단 성추행 사건, 그리고 상관의 성추행을 견디다 못해 자살한 오 대위 사건 등 군대 내 인권침해 피해자들을 다수 지원해 왔다. 2014년 집단구타와 가혹행위로 사망한 일명 '윤일병 사망사건'을 지원하고 공론화해, 군 인권에 대한 사회적 공감대를 형성하는 데 중요한 역할을 하는 것 뿐만 아니라 |
| 2015년 6회  | 난민인권센터                                | '난민인권센터'는 우리나라에서 난민문제가 이슈가 되기 시작한 지난 2009년부터 지금까지 난민의 인권보호를 위해 헌신적인 노력해 왔다. 특히, 본국의 ▶정치, ▶경제, ▶종교 등의 상황으로 인해 난민신청을 원하는 외국인이나, 출입국관리소 등 구금시설에 있는 난민신청자들을 위한 상담 및 소송지원, 국내 난민법.시행령 제정 등 법제도 개선 및 난민 지원을 위한 연구 활동과 정부의 난민 관련 예산에 대한 감시및 조사 활동을 해오고 있다. |
| 2016년 7회  | 장애인차별금지추진연대                      | |
| 2017년 8회  | 탈북민취업지원센터                          | - 탈북민 취업지원_성인 취업지원 프로그램(사무관리직, 기술직, 판매직, 취업성공패키지) 예)미취업 탈북민 대상 취업성공패키지 성공적 운영 - 탈북대학생 취업지원 _대학생 취업 아카데미(진로 및 학습법, 취업스킬 과정, 인턴쉽, 취업 컨설팅 및 스터디) - 탈북성인 생활 적응 교육_치유와 성장 프로그램, 힐링캠프 및 경제.생활법률 교육 - 탈북 청소년•청년 성장 프로그램_개인별 맞춤형 꿈 지원 활동, 탈북청년 멘토링 및 라이프 코칭 - 탈북민 지원 네트워크 구축_업무협력 체계 구축, 자체 자원봉사 네트워크 |
| 2018년 9회  | 빈곤철폐를 위한 사회연대                    | - 부양의무자 기준 폐지를 위한 활동 - 기초생활수급자 상담과 권리옹호 활동 - 수급권자와 빈곤층의 복지접근권 확대를 위한 복지권리 안내수첩 발간 - 기초생활보장제도 상담활동가 양성 - 기초생활수급자 급여 현실화를 위한 빈곤 실태조사 - 빈곤과 불평등 문제를 알리기 위한 반빈곤영화제 개최 등 |
| 2019년10회  | 사단법인 아시아의 창                        | - 법률지원, 의료지원 등 이주노동자 및 결혼이민자들을 위한 인권 옹호 활동 - 이주외국인의 인권옹호를 위한 제도 개선 및 연구 활동 - 이주외국인에 대한 편견 해소를 위한 다양한 인식개선 캠페인 활동 - 이주아동의 보육권 보장을 위한 다양한 활동 - 이주여성을 위한 다국어정보사이트 망고넷 운영 - 이주민들을 위한 한국어교실 운영 |
| 2020년 11회 | 장애와인권발바닥행동                        | -장애인 생활시설 인권, 장애인 탈시설 방안 마련, 중증/정신장애인 시설생활인 등 실태조사 및 관련 정책 연구 -장애인 시설 비리와 인권침해 사건 해결을 위한 공동대책위 활동 -탈시설 장애인 주거복지 사업 등 탈시설 장애인 당사자와의 연대 및 지원 활동 -장애유형별 자립생활 현황 및 개선 연구, 시설거주인 거주현황 및 자립생활 욕구 실태조사 등 탈시설 지원체계 마련을 위한 정책 활동 |